# Куриловское сельское поселение (Владимирская область)
Куриловское сельское поселение — муниципальное образование в Собинском районе Владимирской области.
Административный центр — деревня Курилово.

## География
Куриловское сельское поселение расположено в западной части Собинского района. На севере поселение граничит с муниципальными образованиями Черкутинское и Толпуховское сельские поселения, на востоке с муниципальным образованием Воршинское сельское поселение, на юге с муниципальными образованиями Город Лакинск и Копнинское сельское поселение, на западе с муниципальным образованием Пекшинское сельское поселение Петушинского района.
Территория муниципального образования занимает площадь 17 872 гектара, из них земель сельскохозяйственного назначения — 8 879 га, земли лесного фонда — 7 548 га, земли населенных пунктов — 724 га, земли водного фонда — 559,82 га,земли промышленности — 158 га, земли особо охраняемых территорий — 1,5 га.
Территория сельского поселения имеет вытянутую форму с северо-запада на юго-восток, пересеченную в этом же направлении реками Ворша и Вежболовка. Поэтому территория имеет общий уклон к поймам рек. Протяженность реки Ворша на территории поселения составляет 71 км, ширина русла достигает 25 м, глубина 0,5—2 м. Протяженность реки Вежболовка на территории поселения — 22 км, ширина русла 3—7 м, глубина 0,5 м.

## История
Постановлением Владимирского облисполкома №172 от 19.02.1976 центр Юровского сельсовета перенесен в деревню Курилово, а сельсовет переименован его в Куриловский.
Куриловское сельское поселение образовано 6 мая 2005 года в соответствии с Законом Владимирской области от 06.05.2005 № 38-ОЗ. В его состав вошла территория бывшего Куриловского сельсовета.

## Население
| 2010  | 2011  | 2012  | 2013  | 2014  | 2015  | 2016  | 2017  | 2018  |
| ----- | ----- | ----- | ----- | ----- | ----- | ----- | ----- | ----- |
| 1686  | ↘1679 | ↘1674 | ↗1683 | ↘1682 | ↘1664 | ↘1662 | ↘1641 | ↘1604 |
| 2019  | 2020  | 2021  |       |       |       |       |       |       |
| ↘1579 | ↗1592 | ↘1439 |       |       |       |       |       |       |

## Состав сельского поселения
В состав поселения входит 27 населённых пунктов:
| №  | Населённый пункт | Тип населённого пункта       | Население |
| -- | ---------------- | ---------------------------- | --------- |
| 1  | Анциферово       | деревня                      | ↘5        |
| 2  | Бакино           | деревня                      | ↗4        |
| 3  | Ваганово         | деревня                      | ↘19       |
| 4  | Васильевка       | деревня                      | ↘400      |
| 5  | Вежболово        | деревня                      | ↗11       |
| 6  | Вишняково        | деревня                      | ↘2        |
| 7  | Глухово          | село                         | ↘177      |
| 8  | Демидово         | деревня                      | ↘61       |
| 9  | Карачарово       | село                         | ↘20       |
| 10 | Копытово         | деревня                      | ↘5        |
| 11 | Короедово        | деревня                      | ↘5        |
| 12 | Кочуково         | деревня                      | ↗6        |
| 13 | Курилово         | село, административный центр | ↘596      |
| 14 | Кучино           | деревня                      | →0        |
| 15 | Морозово         | деревня                      | →0        |
| 16 | Пестерюгино      | деревня                      | ↗5        |
| 17 | Рыбхоз Ворша     | деревня                      | ↘34       |
| 18 | Сергеево         | деревня                      | ↗8        |
| 19 | Спирино          | деревня                      | →3        |
| 20 | Степаньково      | деревня                      | ↘21       |
| 21 | Теплиново        | деревня                      | ↗8        |
| 22 | Турино           | деревня                      | →2        |
| 23 | Уварово          | деревня                      | ↘11       |
| 24 | Федоровка        | деревня                      | ↘8        |
| 25 | Филино           | деревня                      | ↗7        |
| 26 | Хреново          | деревня                      | ↘3        |
| 27 | Юрово            | село                         | ↘18       |

### Упразднённые населённые пункты
Октябрёвка — деревня, упразднена в 1986 году.

## Инфраструктура
На территории сельского поселения имеется 6 гидротехнических сооружений: ГТС Вежболовская, Воршанская, гидроузел Курилово 1, 2, гидроузлы на ручьях Чернушка и Поповка.

## Известные уроженцы
- Грызлов, Фёдор Иванович (1895—1972) — советский военачальник, генерал-майор. Родился в деревне Филино.